# Júja Ósako
Júja Ósako (* 18. května 1990) je japonský fotbalista.

## Reprezentační kariéra
Júja Ósako odehrál 12 reprezentačních utkání. S japonskou reprezentací se zúčastnil Mistrovství světa 2014 a Mistrovství světa 2018.

## Statistiky
| Japonsko | Japonsko | Japonsko |
| Roky     | Záp.     | Góly     |
| -------- | -------- | -------- |
| 2013     | 6        | 3        |
| 2014     | 6        | 0        |
| 2015     | 3        | 0        |
| 2016     | 2        | 2        |
| 2017     | 8        | 2        |
| 2018     | 12       | 3        |
| 2019     | 8        | 5        |
| Celkem   | 45       | 15       |